# باهرة مسطحة
باهرة مسطحة (الاسم العلمي: Agave applanata) هو نوع من النباتات يتبع جنس الباهرة من الفصيلة الهليونية.